# Epic Elite
Epic Elite — реактивный двухмоторный самолёт. Сконструирован из композитных материалов. Разработан компанией «Epic Aircraft». Получил сертификацию от ФАА в 2008 году. Продаётся либо в разобранном состоянии либо собран отдельным заводом-сборщиком в Орегоне, США.

## Технические данные
- Экипаж 1 пилот
- Максимальная крейсерская скорость 763 км / ч
- Высота полёта 9753 м
- Расстояние для взлёта 487 м
- Расстояние для посадки 560 м
- Скороподъемность на уровне моря 735 м/м
- Дальность полёта 2592 км
- Максимальный вес 3492 кг
- Взлетный вес 3490 кг
- Посадочный вес ----- кг
- Вес без топлива 1815 кг
- Вместимость топлива 953 кг
- Вместимость груза 603 кг
- Высота 3.77 м
- Длина 12.16 м
- Размах крыла 13.42 м
- Стандартная вместимость 6 — 8
- Производитель двигателей Williams International
- Модель FJ-33-4 (2)
- Выходная мощность 1550 lb (2)
- Время наработки на ремонт ----- ч